# Sony Ericsson International 2007
Sony Ericsson International 2007 - жіночий тенісний турнір, що проходив у Бенгалуру (Індія). Належав до турнірів 3-ї категорії в рамках Туру WTA 2007. Тривав з 12 до 18 лютого 2007 року.

## Фінальна частина

### Одиночний розряд
Ярослава Шведова —  Мара Сантанджело 6–4, 6-4

### Парний розряд
Чжань Юнжань /  Чжуан Цзяжун —  Сє Шувей /  Алла Кудрявцева 6–7(4–7), 6–2, [11-9]

## Учасниці

### Сіяні учасниці
| Країна            | Гравчиня                    | Сіяна |
| ----------------- | --------------------------- | ----- |
| Італія            | Мара Сантанджело            | 1     |
| Індія             | Саня Мірза                  | 2     |
| Росія             | Бардіна Василіса Олексіївна | 3     |
| Хорватія          | Єлена Костанич-Тошич        | 4     |
| Україна           | Юліана Федак                | 5     |
| Китайський Тайбей | Чжань Юнжань                | 6     |
| Таїланд           | Тамарін Танасугарн          | 7     |
| Італія            | Альберта Бріанті            | 8     |

### Інші учасниці
Нижче наведено учасниць, які отримали вайлдкард на участь в основній сітці:
- Софі Фергюсон
- Тара Ієр
- Шіха Уберой

Нижче наведено гравчинь, які пробились в основну сітку через стадію кваліфікації:
- Чжань Цзіньвей
- Нудніда Луангам
- Сема Юріка
- Сунь Шеннань